# Joyce Bulifant
Joyce Collins Bulifant (Newport News, 16 dicembre 1937) è un'attrice statunitense.

## Vita privata
Joyce Bulifant è stata sposata cinque volte:
- dal 1958 al 1968 con l'attore James MacArthur;
- dal 1969 al 1974 con l'attore Edward Mallory;
- dal 1976 al 1993 con il regista, produttore e sceneggiatore William Asher;
- dal 2000 al 2001 con Glade Bruce Hansen;
- dal 2002 al 2018 con l'attore Roger Perry.

## Filmografia parziale

### Cinema
- La sfida del terzo uomo (Third Man on the Mountain), regia di Ken Annakin (1959) - non accreditata
- Il più felice dei miliardari (The Happiest Millionaire), regia di Norman Tokar (1967)
- L'aereo più pazzo del mondo (Airplane!), regia di Zucker-Abrahams-Zucker (1980)
- Diamonds, regia di John Mallory Asher (1999)
- Dirty Love - Tutti pazzi per Jenny (Dirty Love), regia di John Mallory Asher (2005)
- Wreckage, regia di John Asher (2010)
- Tooken, regia di John Asher (2015)
- I Hate Kids, regia di John Asher (2019)

### Televisione
- The Wide Country – serie TV, episodio 1x02 (1962)
- Gunsmoke - serie TV, 1 episodio (1962)
- Sotto accusa (Arrest and Trial) – serie TV, episodio 1x22 (1964)
- Vacation Playhouse – serie TV, episodio 2x09 (1964)
- Carovane verso il West (Wagon Train) - serie TV, 1 episodio (1964)
- Perry Mason - serie TV, 2 episodi (1963-1964)
- Tom, Dick and Mary - serie TV, 13 episodi (1964-1965)
- Il dottor Kildare (Dr. Kildare) - serie TV, 3 episodi (1966)
- The Bill Cosby Show - serie TV, 10 episodi (1969-1971)
- Love Thy Neighbor - serie TV, 12 episodi (1973)
- Big John, Little John - serie TV, 13 episodi (1976)
- Mary Tyler Moore Show - serie TV, 11 episodi (1971-1977)
- Tre cuori in affitto (Three's Company) – serie TV, episodio 2x05 (1977)
- Little Women - serie TV, 2 episodi (1978)
- Appesi a un filo (Hanging by a Thread) - film TV (1979)
- Il giorno in cui le allodole voleranno (Better Late Than Never) - film TV (1979)
- Sport Billy - serie TV, 26 episodi (1979-1980) - voce
- Flo - serie TV, 20 episodi (1980-1981)
- Weird Science - serie TV, 6 episodi (1994-1997)